# Intensificazione dell'eco radar
L'Intensificazione dell'eco radar (in inglese Blip enhancement) è una tecnica di guerra elettronica utilizzata per ingannare i radar. 
I radar trasmettono un segnale e parte dell'energia trasmessa è riflessa indietro e analizzata per determinare distanza e angolo di rilevamento. L'energia riflessa è chiamata "eco radar" e l'ammontare di energia riflessa è direttamente proporzionale alla sezione trasversale dell'oggetto illuminato, detta sezione radar equivalente, in inglese Radar Cross Section (RCS). I radar meno sofisticati presentano le informazioni raccolte su di uno schermo e i bersagli individuati vengono chiamati "tracce" (in inglese in terminologia non tecnica e divulgativa blip). Basandosi sulla dimensione delle tracce, gli operatori possono dedurre la grandezza del bersaglio, discriminando tra oggetti grandi o piccoli. L'intensificazione dell'eco radar viene utilizzata su piccoli oggetti per farli apparire più grandi, imitando bersagli più appetibili.
Uno dei primi utilizzi di queste tecniche si è avuto con le portaerei e le proprie navi di scorta. Poiché le portaerei sono molto più grandi delle navi adibite alla protezione, un operatore radar può facilmente discriminare la nave principale in mezzo alla squadra navale. In questi casi viene in ausilio la tecnica di intensificazione che, applicata dalle navi di scorta, rende tutto il gruppo navale di stesse dimensioni apparenti sullo schermo radar, confondendo il lancio dei missile antinave.
Tecniche simili vengono adottate dagli ingannatori radar ("decoy") che, malgrado le piccole dimensioni, devono imitare elettronicamente l'immagine radar dei velivoli o delle navi che stanno proteggendo, imitando il comportamento per deviare i missili in arrivo o confondere le analisi degli operatori radar nemici.